# 홍두표
홍두표(洪斗杓 , 1935년 12월 25일~)은 대한민국의 언론인이다. 김영삼 정부시절에 제10·11대 KBS 사장을 역임한 JTBC 상임고문이며 1999년 수뢰 혐의로 구속된 바 있었다.
한편, 1994년 1월 23일 방영된 KBS 1TV <다큐멘터리 극장> '대통령에 도전한다 최능진' 내용이 "북한의 대남전력과 궤를 같이 하고, 우리의 건국사를 왜곡·날조했으며 건국원훈에 대한 터무니없는 중상모략과 음해를 했다"는 이유 탓인지 故 이승만 대통령의 양아들인 이인수 전 명지대 교수가 본인(홍두표) 등 3명을 양부(이승만)의 명예훼손과 국가보안법 위반혐의로 서울지검에 고소를 당했고 1995년 KBS 1TV에서 방송된 주말 대하드라마 김구에서는 이 작품이 양부(이승만)의 명예를 훼손했다는 이유 때문에 KBS 드라마운영팀의 윤흥식 CP 등과 함께 이인수 전 교수로부터 명예훼손과 국가보안법 위반 혐의로 서울지검으로부터 고소를 당했다.

## 학력
- 인천고등학교
- 서울대학교 사회학
- 경희대학교 대학원 정치학 석사
- 연세대학교 대학원 정치학 명예 박사

## 경력
- 1974년: 동양TV 편성국 국장
- 1980년: 중앙일보, 동양방송 방송담당 사장
- 1981년: 한국방송광고공사 사장
- 1989년: 한국담배인삼공사 사장
- 1992년: 중앙일보 대표이사 사장
- 1993년 ~ 1998년: KBS 사장[4]
- 1993년: 한국방송협회 회장
- 1999년: KBS 부사장
- 2000년: 중앙일보 고문
- 2002년: JIBS 제주국제자유도시방송 회장
- 2004년: 로또공익재단 초대 이사장
- 2011년-2013년: JTBC 방송회장
- 2013년: JTBC 상임고문
- 2017년: TV조선 회장
- 2022년: 투니버스 대표이사 사장

## 수상 경력
- 2011년 방송통신위원회 방송대상 시상식 공로상

## 참고 사항
- 드라마 이름을 직접 짓는 것으로 유명했는데[5] KBS 1TV 바람은 불어도가 대표적이었다.[6]